# Karl von Ordonez
Pour les articles homonymes, voir Ordóñez.
Johann Karl  Rochus Ordoniz ou simplement Karl von Ordonez (Vienne, 19 avril 1734 – Vienne, 6 septembre 1786) est un noble autrichien, violoniste et l'un des nombreux compositeurs travaillant à Vienne, pendant la seconde moitié du XVIIIe siècle.
Il a contribué à définir le style classique viennois des décennies 1750–1770.

## Biographie
Son acte de baptême, ainsi que d'autres documents d'archives, disent qu'il est le fils de Johann Baptist Christoph von Ordonez, un lieutenant de l'infanterie,. Né à Vienne, il y passe toute sa vie.
Ordonez n'était pas musicien professionnel à plein temps. L'essentiel de son travail était pour la Cour régionale de Basse-Autriche (de 1758 à 1783) et ses activités musicales n'occupaient que son temps libre. À l'instar de son contemporain Karl Kohaut, le choix de la carrière Ordonez a probablement été dicté par son rang social : en tant que membre de la petite noblesse, suivre une carrière musicale n'aurait pas convenu à un homme de son extraction sociale.
On ne connaît rien de son éducation. Cependant, en tant que membre de la petite noblesse, il a probablement participé à une Ritterakademie, un pensionnat pour la noblesse, et, compte tenu de sa carrière juridique, il a probablement étudié le droit à l'Université de Vienne pour préparer son entrée dans l'administration. De sa formation musicale nous n'en savons pas plus, si ce n'est que l'on peut déduire de sa réputation de violoniste, qu'il a sans doute reçu des leçons à un âge précoce.
Parmi les activités professionnelles d'Ordonez on note l'adhésion à deux corps prestigieux : le Hofund Kammermusik (où il est employé comme Kammermusikus pour un modeste salaire de 250 gulden par an) et la Tonkünstler-Societät où il est actif, à la fois en tant qu'instrumentiste et compositeur. Ordonez est un des premiers membres de la Tonkuenstler-Societät, une association consacrée à la collecte de fonds par des concerts publics et destinés à des veuves et des orphelins de musiciens. Il en est membre de sa fondation en 1771, jusqu'en 1784. Ordonez se produit aussi régulièrement dans les maisons de la noblesse. Charles Burney l'entend jouer lors d'un grand dîner en 1772, donné à la résidence viennoise de l'Ambassadeur de Grande-Bretagne, Lord Stormont :

« Ce délicieux concert vocal fut coupé par quelques excellents quatuors d'Hayden [sic] exécutés avec toute la perfection possible. M. Startzler fesait [sic] le premier violon : il joua l'adagio avec sentiment et une expression peu commune. Le second violon était fait par M. Ordonetz. Le Comte de Brühl tenait l'alto, et Weigel (de) un excellent professeur de violoncelle, fesait [sic] la basse. Les acteurs trouvant l'auditoire attentif et dans une disposition à être charmé, étaient animés jusqu'en enthousiasme : et cette ardeur qu'ils se communiquaient, passait de l'un à l'autre, et s'exhalait en traits de feu, de manière que c'était une vraie lutte entre les acteurs et les auditeurs, à qui plairait le plus ou applaudirait davantage. »

La mauvaise santé contraint Ordonez à démissionner de ses deux engagements en 1783. Il se retire aussi avec un demi-salaire, de la Cour régionale de Basse-Autriche, circonstances qui le place en grande difficulté financière. Il se produit pour un concert de la Tonkünstler-Societät dans Il ritorno di Tobia de Haydn en 1784. Les trois dernières années de la vie d'Ordonez sont passées dans la maladie et la pauvreté, alors que – sa femme étant morte trois ans plus tôt (1780) – il était responsable de ses deux enfants.
Lorsqu'il meurt de tuberculose, Ordonez vivait de l'aumône et de logements partagés. Il ne possédait que quelques vêtements. Sa succession, y compris les paiements en suspens de sa retraite, étant évaluée moindre que le coût de ses funérailles. La différence a été payée par son beau-fils, Joseph Niedlinger, un petit fonctionnaire du gouvernement.
On en sait moins sur la vie d'Ordonez en raison de l'incendie de 1927 du Justizpalast qui a probablement détruit de nombreux documents utiles aux musicologues.

## Style
Avec Gassmann, Leopold Hofmann et Wagenseil, Ordonez a contribué à définir le style classique viennois, dans la période des années 1750–1770.

## Œuvres
Compositeur à temps partiel, Ordóñez est cependant étonnamment prolifique. Son lègue le plus important consiste en 73 symphonies. Elles sont articulées pour l'essentiel en trois mouvements (vif-lent-vif ou un menuet conclusif), sauf une douzaine à quatre mouvements, avec menuet et trio et datées entre 1750 et 1780. Il laisse aussi un concerto pour violon et un large corpus d'œuvres de chambre, dont 27 quatuors à cordes attribués, qui ont une importance toute particulière, profitant sans doute de son expérience d'instrumentiste de chambre et de son goût prononcé pour le contrepoint, ce que révèle de nombreux mouvements fugués. Les six premiers étant publiés comme opus 1 (Lyon, 1777), et largement diffusés. 21 trios à cordes et un octuor, un sextuor avec vents, deux quintettes et deux sonates pour violon.
Ses recherches sophistiquées, l'unité cyclique et son goût pour les textures contrapuntiques donne à une grande partie de sa musique une qualité distinctive et originale. L'Abbé Stadler note qu'elles « recevaient beaucoup d'applaudissements » ; particulièrement ses quatuors opus 1, qui « contiennent certaines des techniques antérieures au XIXe siècle les plus sophistiqués de l'unification cyclique ».
En musique vocale, il laisse deux œuvres pour l'opéra, Musica della Parodie d'Alceste (Eszterháza, 1775), destiné aux marionnettes dont les reprises jusqu'en 1795 attestent de sa popularité, et un Singspiel, Diesmal hat der Mann den Willen (1778). Ordóñez est connu pour avoir composé une quantité importante de musique d'église (aujourd'hui perdue) et une cantate profane, Der alte wienerische Tandelmarkt (1779).
Le catalogue de ses œuvres a été établi par A. Peter Brown.

## Discographie
- Symphonies (Brown A4 - Brown Gm7 - Brown C2 - Brown Bm1 - Brown Gm8) - Toronto Camerata, dir. Kevin Mallon (2006, Naxos 8.557482) (OCLC 884171798)
- Symphonies (Brown B2 - Brown C13 - Brown F12 - Brown D5) - L'arte del mondo, dir. Werner Ehrhardt (2017, Deutsche Harmonia Mundi) (OCLC 88985441852)